# Вінд-Ривер (притока Пілу)
Вінд-Ривер — річка на Юконі (Канада), частина водозбору річки Піл. Вона розташована на захід від річок Боннет-Плюм і Снейк.
До річки можна дістатися лише повітрям, пішки або зимовою дорогою. Річкою декілька разів на рік сплавляються різні приватні групи та групи з гідом. На річці є численні пороги I та II класів, але здебільшого це спокійні води. У деяких місцях русло дуже широке та порізане багатьма різкими вигинами, а іноді буває дуже мілководним. Для веслування річка не надто технічно складна, але на ній є короткі пороги II класу та ділянки, де за низького рівня води може знадобитися спуск на спідниці[уточнити]. Кілька компаній пропонують екскурсії з гідом по Вінд-Ривер.